# Сборная Европы по футболу
Сборная Европы по футболу (Europe XI) — скретч-команда ассоциации по футболу, в основном состоящая из игроков из региона УЕФА, но иногда для игры приглашаются игроки с других континентов, играющие за европейские команды. Europe XI играет разовые игры против клубов, национальных команд, коллективов других конфедераций или против сборной мира по футболу, состоящей из игроков со всех других континентов. Из-за этого ни один руководящий орган в спорте официально не признаёт команду, и каждое воплощение команды не рассматривается как продолжение какого-либо другого. Поводами для проведения таких игр обычно являются юбилеи или благотворительные акции. Доходы, полученные от игр, жертвуются на добрые дела, а игрокам, тренерскому штабу и владельцам стадионов не платят за мероприятие. В последние годы эти игры транслировались в прямом эфире по телевидению.